# Deodápolis
Deodápolis, amtlich Município de Deodápolis, ist eine Stadt im brasilianischen Bundesstaat Mato Grosso do Sul in der Mesoregion Süd-West in der Mikroregion Iguatemi.

## Geografie

### Lage
Die Stadt liegt 266 km von der Hauptstadt des Bundesstaates (Campo Grande) und 1400 km von der Landeshauptstadt (Brasília) entfernt. Die Stadt grenzt im Norden an Rio Brilhante, im Süden am Glória de Dourados und Fátima do Sul, im Osten an Ivinhema und Angélica und im Westen an Dourados.

### Klima
In der Stadt herrscht tropisches Höhenklima (Cwa).

### Gewässer
Die Stadt steht unter dem Einfluss des Río Paraguay und des Rio Paraná, die zum Flusssystem des Río de la Plata gehören.

### Vegetation
Das Gebiet ist ein Teil der Mata Atlântica (Atlantischer Regenwald).

## Verkehr
In der Stadt münden die Landesstraßen MS-165 und MS-145 in die Bundesstraße BR-376.

### Durchschnittseinkommen und HDI
Das Durchschnittseinkommen lag 2011 bei 12.018 Real, der Index der menschlichen Entwicklung (HDI) bei 0,694.